# Svenska mästerskapen i längdskidåkning 1912
Svenska mästerskapen i längdskidåkning 1912 arrangerades i Bollnäs.

## Medaljörer, resultat

### Herrar
| Gren             | Guld           | Guld          | Guld          | Silver              | Silver        | Brons         | Brons         |
| 30 km            | Anders Persson | Bollnäs GIF   | 2.04.55       | Carl Nyström        | Arbrå         | Axel Carlberg | Hällefors     |
| 60 km            | John Dahlberg  | Hällefors IF  | 4.48.58       | Strål-Lars Eriksson | Mora          | Gustav Sundin | Mora          |
| Lagtävling 30 km | Ingen tävling  | Ingen tävling | Ingen tävling | Ingen tävling       | Ingen tävling | Ingen tävling | Ingen tävling |
| Lagtävling 60 km | Ingen tävling  | Ingen tävling | Ingen tävling | Ingen tävling       | Ingen tävling | Ingen tävling | Ingen tävling |

### Webbkällor
- Svenska Skidförbundet